# Aiguille du Jardin
Aiguille du Jardin – szczyt w Masywie Mont Blanc, w grupie Triolet-Verte. Leży we wschodniej Francji (departament Górna Sabaudia). Sąsiaduje z Grande Rocheuse. 
Szczyt można zdobyć ze schronisk Refuge du Couvercle (2687 m) od strony francuskiej i Rifugio del Trient (3170 m) od strony szwajcarskiej.
Pierwszego wejścia dokonali Jean Ravanel, Leon Tournier i E. Fontaine w 1906 r.